# Endless Love (film, 2014)
Endless Love är en amerikansk romantisk dramafilm från 2014, regisserad av Shana Feste och skriven av Feste tillsammans med Joshua Safran. Filmen är en adaption av Scott Spencers roman (efter filmen från 1981 med Brooke Shields i huvudrollen). Huvudrollerna spelas av Alex Pettyfer, Gabriella Wilde, Bruce Greenwood, Joely Richardson och Robert Patrick.
Filmen producerades av Universal Pictures och hade premiär den 14 februari 2014 i USA och Storbritannien och den 13 februari 2014 i Australien. I Sverige fick filmen premiär den 1 oktober 2014.